# Nasr al-Dawla Ahmad ibn Marwan
Abu Nasr Ahmad ibn Marwan, noto anche con il laqab Nasr al-Dawla (981 – novembre 1061), fu il sovrano dell'emirato marwanide dal 1011 al 1061.
Mentre fu al potere, Nasr al-Dawla venne considerato il guardiano della frontiera islamica e, come tale, molti confidarono in un suo intervento contro i territori cristiani, essendo attivo proprio a ridosso di quei confini (Diyar Bakr e altopiano armeno).